# Agustina d'Aragon
Pour le film de Juan de Orduña, voir Agustina de Aragón.
Agustina Raimunda Maria Saragossa i Domènech, connue comme Agustina de Aragón ou Augustine d'Aragon (Barcelone, 4 mars 1786-Ceuta, 29 mai 1857), est une héroïne espagnole de la guerre d'indépendance. Se battant comme civile, elle fut ensuite officier de l'armée espagnole. Célébrée comme la « Jeanne d'Arc espagnole », elle connut une grande célébrité. Elle devint une héroïne de chansons, de poèmes et de tableaux, comme les dessins de Francisco de Goya et un poème de Lord Byron.

## Siège de Saragosse
En l'été 1808, Saragosse était une des dernières villes en Espagne du nord a ne pas être tombée aux forces de Napoléon et était donc, au moment du siège, étranglée par le nombre énorme de réfugiés s'enfuyant de l'avancée de la Grande Armée. Début juin, les Français ont commencé à avancer vers Saragosse, qui n'avait pas vu de guerre depuis environ 450 ans et était tenue par une force provinciale minuscule sous José de Palafox.

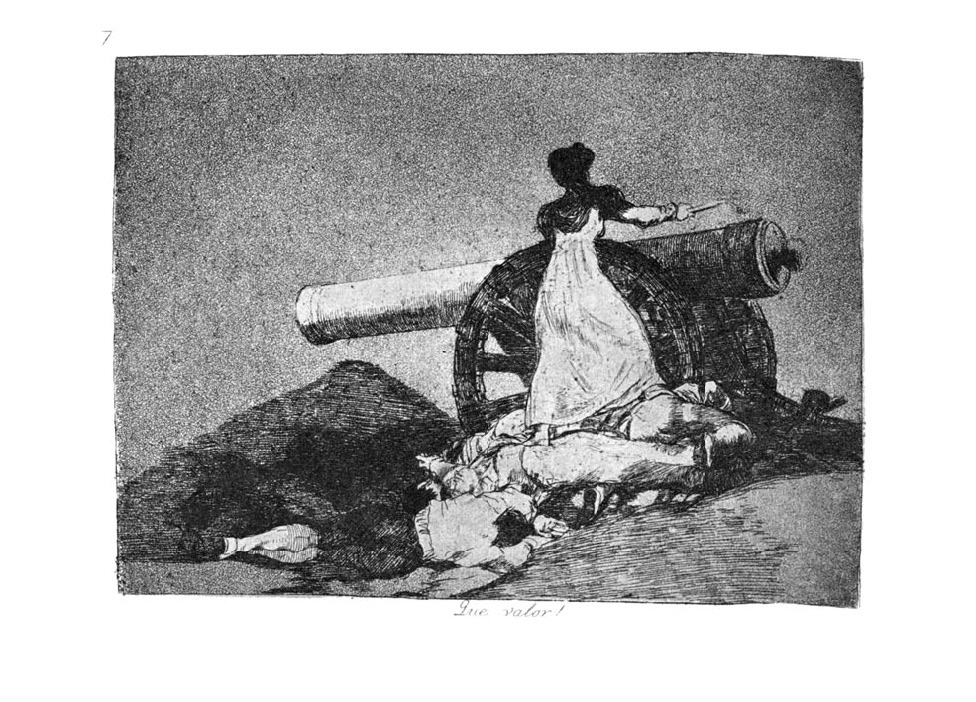
Qué valor!, estampe de Francisco de Goya représentant Agustina d'Aragon et appartenant au Désastres de la guerre, qui reprend les événements de la guerre d'indépendance espagnole.

Le 15 juin 1808, l'armée française prit d'assaut le Portillo, une passerelle antique de la ville défendue par une batterie de vieux canons et une unité de volontaires lourdement dépassée. Agustina, arrivant sur les remparts avec un panier de pommes pour alimenter les artilleurs, a regardé les défenseurs voisins tomber aux baïonnettes françaises. Les troupes espagnoles ont rompu les rangs, ayant subi de lourdes pertes et ont abandonné leurs postes. Avec les troupes françaises quelques cours plus loin, Agustina elle-même s'est précipitée, a chargé un canon et a allumé le fusible, déchiquetant une vague d'attaquants à bout portant.
La vue d'une femme solitaire équipant bravement les canons a inspiré les troupes espagnoles s'enfuyant et d'autres volontaires qui sont revenus l'aider. Après une lutte sanglante, les Français ont renoncé à l'assaut sur Saragosse et ont abandonné le siège pendant quelques courtes semaines avant de retourner se battre et se frayer un passage dans la ville, maison par maison. Vu le coût humain épouvantable des deux côtés, la ville a dû accepter un compromis, le général Palafox a finalement accepté l'inévitable et a été forcé de livrer la ville aux Français. Malgré la défaite finale, l'action d'Agustina est devenue une inspiration à ceux qui voulurent s'opposer aux Français.

## Contexte

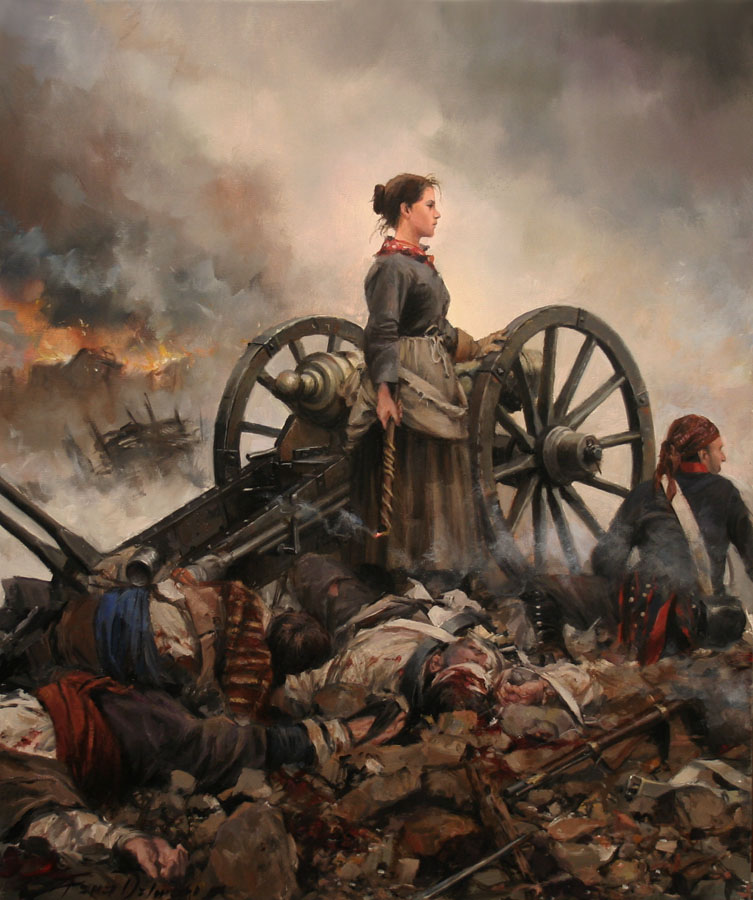
Agustina de Aragón (2012) par Augusto Ferrer-Dalmau.

Les rapports originaux sur Agustina suggèrent qu'elle ne soit pas ardemment patriotique ou pieuse, mais une fille ordinaire motivée par la guerre. Dans les mœurs du temps, une femme ayant mené des actions « viriles » a posé un problème. Cependant, comme le roi d'Espagne, emprisonné par les Français, était considéré comme de caractère divin, l'Église a déclaré le devoir de chaque Espagnol de prendre les armes contre ses ravisseurs.
Des endroits divers revendiquent être le lieu de naissance d'Agustina. La plupart des biographies suggèrent qu'elle est née à Reus, dans la province de Tarragone, en 1786. À un jeune âge, sa famille a déménagé à Madrid. À la contrariété des Espagnols, elle a montré une indépendance d'esprit dès l'enfance, et les rapports indiquent qu'elle était une nuisance persistante, traînant les baraques d'armée à l'âge de 13 ans.
Bien que les rapports d'histoire disent qu'elle s'est mariée par amour à l'âge de 16 ans, l'âge de son fils à sa mort est discuté, suggérant qu'elle ait pu avoir déjà été enceinte au moment de son mariage à un artilleur d'artillerie du nom de Joan Roca Vila-Seca. Le nom de son enfant aîné n'apparaît pas dans le rapport, quoiqu'une pierre tombale indique que son nom était Eugenio. Bien que son mari était dans l'armée quand la campagne d'Espagne avait éclaté, elle l'a brusquement laissé pour retourner à la maison de sa sœur à Saragosse.